# Ve stínu havrana
Ve stínu havrana je počítačová point-and-click adventura vyvinutá slovenskou společností Rainbow Rhino a vydaná v roce 1999 českou firmou Cinemax. Hra byla přeložena do angličtiny pod názvem „In the Raven Shadow“ a do ruštiny jako „Тень ворона“. V roce 2008 měl být vydán druhý díl (Ve stínu havrana 2), avšak nikdy nevyšel. V roce 2017 hra vyšla na platformě Steam.

## Příběh
Rolí hráče je dobrácký mnich Severín, který jednoho dne „uteče“ z kláštera a rozhodne se hledat svou cestu. Celý příběh hry je vlastně postaven na základě hledání mnichovy cesty a odehrává se jak v lese, tak i v poklidném městečku, rybářské vesnici nebo třeba i na ostrově s lidožrouty. Hráče čeká nespočet různých logických hříček a vtipných hlášek hlavní postavy. Všechny postavy namluvil Jiří Lábus.

## Přijetí
Prodejně se Ve stínu havrana rychle stala velmi úspěšnou adventurou. Hra byla hodnocena serverem BonusWeb.cz 60 %, časopisem Level 68 % a Riki 80 %.

## Ve stínu havrana 2
Děj hry se měl odehrávat mezi dvěma světy – středověkou Evropou (tyto motivy rozpracovával už první díl) a galaktickým státním útvarem fungujícím na principech Platónova ideálního státu. Hlavní hrdina, svérázný mnich Severín, se měl snažit odkrýt záhady kolem muže jménem Kadmon, hledajícího své ztracené syny, kolem majora Gletcha, pronásledujícího nebezpečného mezihvězdného piráta Buxtroda, nebo souvislosti s putováním Josefa z Arimateje, který ze Svaté země přinesl něco, co se nikdy nemělo dostat do nepovolaných rukou.